# Дальневосточный региональный научно-исследовательский гидрометеорологический институт
Федеральное Государственное Бюджетное Учреждение «Дальневосточный региональный научно — исследовательский институт» (ФГБУ «ДВНИГМИ»)  — специализированный институт по изучению гидрометеорологических процессов и состояния вод Тихого океана и Дальневосточных морей.

## История
Институт основан в 1950 году. Расположен в городе Владивостоке.

## Деятельность
ДВНИГМИ проводит обширные исследования в области метеорологии, океанографии, гидрологии вод суши, климата и экологии на территории Дальнего Востока и Восточной Сибири. Важное место в деятельности института занимают работы по обеспечению проектов освоения месторождений нефти и газа на шельфе Сахалина.
Научно-исследовательский флот ДВНИГМИ имеет 5 судов различного класса (водоизмещением от 929 до 2140 тонн) как для мониторинга прибрежных районов, так и для океанского плавания. Научно-исследовательские суда (НИС) способны совершать морские экспедиции в любой части Мирового океана, включая зоны Арктики и Антарктики.
Институт входит в состав Федеральной службы по гидрометеорологии и мониторингу окружающей среды России (Росгидромет).
Основные виды работ:
- Гидрометеорологическое обеспечение и изыскания.
- Экологический мониторинг.
- Экспедиционные исследования.